# Villaverde de Guareña
Pour les articles homonymes, voir Guareña (homonymie).
Villaverde de Guareña est une commune de la province de Salamanque dans la communauté autonome de Castille-et-León en Espagne.